# Dereon Seabron
Dereon Seabron (Norfolk, 26 maggio 2000) è un cestista statunitense, professionista nella NBA.

## Carriera
Dopo aver trascorso la carriera universitaria con i NCSU Wolfpack, nel 2022 si dichiara per il Draft NBA, non venendo tuttavia scelto; il 9 settembre viene firmato dai New Orleans Pelicans con un two-way contract.

## Statistiche

### NCAA
| Anno      | Squadra       | PG | PT | MP   | TC%  | 3P%  | TL%  | RP  | AP  | PRP | SP  | PP   |
| --------- | ------------- | -- | -- | ---- | ---- | ---- | ---- | --- | --- | --- | --- | ---- |
| 2020-2021 | NCSU Wolfpack | 24 | 8  | 17,4 | 48,5 | 25,0 | 57,6 | 3,5 | 0,8 | 0,7 | 0,3 | 5,2  |
| 2021-2022 | NCSU Wolfpack | 32 | 32 | 35,8 | 49,1 | 25,6 | 71,3 | 8,2 | 3,2 | 1,4 | 0,1 | 17,3 |
| Carriera  | Carriera      | 56 | 40 | 27,9 | 49,0 | 25,4 | 69,4 | 6,1 | 2,2 | 1,1 | 0,2 | 12,1 |

#### Massimi in carriera
- Massimo di punti: 39 vs Nebraska-Lincoln (1º dicembre 2021)[4]
- Massimo di rimbalzi: 19 vs Nebraska-Lincoln (1º dicembre 2021)
- Massimo di assist: 7 vs Florida (1º gennaio 2022)
- Massimo di palle rubate: 5 vs Louisiana Tech (27 novembre 2021)
- Massimo di stoppate: 3 vs Notre Dame (3 marzo 2021)
- Massimo di minuti giocati: 56 vs Nebraska-Lincoln (1º dicembre 2021)

### NBA

#### Regular Season
| Anno      | Squadra       | PG | PT | MP  | TC%  | 3P%  | TL%  | RP  | AP  | PRP | SP  | PP  |
| --------- | ------------- | -- | -- | --- | ---- | ---- | ---- | --- | --- | --- | --- | --- |
| 2022-2023 | N.O. Pelicans | 5  | 0  | 2,4 | 40,0 | -    | -    | 0,2 | 0,0 | 0,0 | 0,0 | 0,8 |
| 2023-2024 | N.O. Pelicans | 6  | 0  | 9,2 | 30,8 | 50,0 | 83,3 | 1,2 | 0,8 | 0,3 | 0,2 | 2,3 |
| Carriera  | Carriera      | 11 | 0  | 6,1 | 33,3 | 50,0 | 83,3 | 0,7 | 0,5 | 0,2 | 0,1 | 1,6 |

#### Massimi in carriera
- Massimo di punti: 2 (2 volte)[5]
- Massimo di rimbalzi: 1 vs Washington Wizards (9 gennaio 2023)
- Massimo di assist: -
- Massimo di palle rubate: -
- Massimo di stoppate: -
- Massimo di minuti giocati: 4 vs Los Angeles Lakers (15 febbraio 2023)